# Cybaeus biwaensis
Cybaeus biwaensis är en spindelart som beskrevs av Kobayashi 2006. Cybaeus biwaensis ingår i släktet Cybaeus och familjen vattenspindlar. Inga underarter finns listade i Catalogue of Life.